# Ladies & Gentlemen: The Best of George Michael
Ladies & Gentlemen: The Best of George Michael är ett samlingsalbum av George Michael, utgivet 9 november 1998.

## Låtar

### Disc 1
1. Jesus To A Child
2. Father Figure
3. Careless Whisper [Edit]
4. Don't Let The Sun Go Down On Me
5. You Have Been Loved
6. Kissing A Fool
7. I Can't Make You Love Me
8. Heal The Pain
9. A Moment With You
10. Desafinado
11. Cowboys And Angels
12. Praying For Time
13. One More Try
14. A Different Corner

### Disc 2
1. Outside
2. Fastlove
3. Too Funky [7 Version]
4. Freedom 90
5. Star People '97
6. Killer/Papa Was A Rolling Stone [Live]
7. I Want Your Sex, Pt. 2
8. Monkey
9. Spinning The Wheel
10. Waiting For That Day
11. I Knew You Were Waiting (For Me)
12. Hard Day
13. Faith
14. Somebody To Love [Live]